# Tony Pérez
Pour les articles homonymes, voir Tony Pérez (homonymie), Pérez et Rigal.
Atanasio Pérez Rigal, connu sous le nom de Tony Pérez est un ancien joueur et manager des Ligues majeures de baseball, né le 14 mai 1942 à Ciego de Ávila, Cuba. Il fit partie de la puissante équipe des Reds de Cincinnati dans les années 1960 et 1970, qu'il dirigera brièvement (pour seulement 44 parties) en 1993.

## Biographie
L'un des meilleurs producteurs de points de l'histoire du baseball majeur, il terminera 14e de la ligue à ce chapitre, à la fin de sa carrière. 
Pendant près de dix ans (1967-1976), Perez était un des meneurs de la fameuse Big Red Machine (surnom des Reds de Cincinnati dans les années 1970). Avec lui dans la formation, les Reds ont remporté quatre championnats de la Ligue nationale et deux Séries mondiales, alors qu'il produisait plus de 100 points à chaque occasion. Sa meilleure saison en termes de production offensive fut en 1970 : sa moyenne au bâton s'élevait à .317, avec 40 circuits et 134 points produits. Il frappe trois circuits dans la Série mondiale 1975.